# Astrógrafo

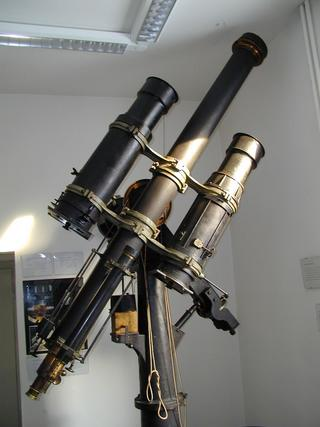
Astrógrafo doble.

Un astrógrafo es un telescopio usado en astronomía para hacer fotografías astronómicas. Su gran característica es la calidad y tratamiento de sus lentes o espejos, según se hable respectivamente de refractores o reflectores. Tal tratamiento busca evitar la aberración cromática producto de pasar la luz por una lente, enfocando todo el espectro en un solo punto. Se requiere este tratamiento para obtener buenas tomas astronómicas, sin falsos colores o sin ellos, por la diferencia de foco a cada color. Los refractores pueden tener diferentes tratamientos, desde lentes tratadas con químicos hasta el aumento del número de lentes, o la suma de ambas bondades. Estos tipos de tubo óptico inician como lentes ED (Extra-low Dispersion) para los más básicos, hasta triplete o cuadruplete de fluorita, para los más complejos y caros.
La relación focal o "número f" de estos instrumentos es muy importante. Se calcula dividiendo la distancia que recorre la luz hasta el sensor de la cámara, por el diámetro del tubo óptico. Un ejemplo sería 1500 (para la distancia que recorre la luz) / 200 (para el diámetro del tubo óptico) = 7,5 de relación focal. En el ejemplo se expresaría como f/7,5. Ese número indica la capacidad de recoger luz del telescopio: a menor focal, mayor luz; a mayor focal, menos luz. Por norma general, los telescopios y astrógrafos con menor relación focal se usan para tomas de cielo profundo; los de distancia focal más larga, para fotografía planetaria. La relación focal también influye al campo visual: a más focal, más detalle pero menos campo; y lo opuesto en una relación focal corta. En los astrógrafos de focal corta, se da más valor al tratamiento de las lentes para obtener imágenes de campo amplio y gran detalle.
Los astrógrafos tienen un enfocador de alta precisión donde se pone la cámara, filtros, reductores de focal o correctores de coma, para realizar las tomas fotográficas. Puede ser manual o motorizado, controlado por un ordenador o por un mando de enfoque.